# 村井の恋
『村井の恋』（むらいのこい）は、島順太による日本の漫画作品。2018年6月18日から2022年6月13日まで電子コミックサービス「LINEマンガ」限定レーベル「ジーンLINE」（KADOKAWA）で連載された（隔週月曜更新）。その後、スピンオフ『村井の恋外伝 グレートツインバスターズ』が2023年10月23日より連載中。
乙女ゲームの推しキャラに恋をする高校教師と、その教師に恋をした男子生徒を巡るラブコメディ。『次にくるマンガ大賞2019』Webマンガ部門2位。
2022年4月よりTBSテレビでテレビドラマ化。同年にはDisney+よりアニメが配信されることが発表された。

## あらすじ
男子高校生・村井は学園の変わり者。ある日彼は『鉄仮面の鉄子』と呼ばれる女教師・田中に恋をする。実はこの田中、かなりの乙女ゲームオタクであり、彼女は村井の告白を一蹴してしまう。翌日髪型を変えてきた村井が田中の最も推しているキャラ・春夏秋冬（ヒトトセ）にそっくりになっていた。

## 書誌情報
- 島順太『村井の恋』KADOKAWA〈ジーンLINEコミックス〉、全7巻
  1. 2018年12月15日発売[書誌 1]、ISBN 978-4-04-065333-4
  2. 2019年5月15日発売[書誌 2]、ISBN 978-4-04-065700-4
  3. 2019年11月15日発売[書誌 3]、ISBN 978-4-04-064149-2
  4. 2020年8月12日発売[書誌 4]、ISBN 978-4-04-064621-3
  5. 2021年3月15日発売[書誌 5]、ISBN 978-4-04-680108-1
  6. 2021年10月15日発売[書誌 6]、ISBN 978-4-04-680630-7
  7. 2022年6月15日発売[書誌 7][8]、ISBN 978-4-04-681382-4
- 『村井の恋外伝 グレートツインバスターズ』KADOKAWA〈ジーンLINEコミックス〉、既刊1巻（2024年9月13日現在）
  - 上巻、2024年9月13日発売[9][書誌 8]、ISBN 978-4-04-683951-0

## テレビドラマ
2022年4月6日（5日深夜）より5月25日（24日深夜）まで、TBSテレビにて新設された深夜ドラマ枠「ドラマストリーム」の第1弾作品として放送。主演は髙橋ひかる。
同枠第2弾『理想ノカレシ』第1話には村井、平井、桐山、西藤仁美らがコラボ出演した。

### キャスト
- 田中彩乃 - 髙橋ひかる（幼少期：宮崎莉里沙）
- 村井 / 春夏秋冬 - 宮世琉弥[6]（少年時代：岩田琉生、幼少期：三浦綺羅）
  - 春夏秋冬の声 - 梶裕貴[4]
- 平井真理 - 曽田陵介[10]
- 桐山暁文 - 伊藤あさひ[10]
- 福永弥生 - 原菜乃華[13]
- 西藤仁美 - 莉子[10]
- 西藤悠加 - 鶴嶋乃愛[10]
- 武将1 - 芹澤興人[10]
- 武将2 - 神谷圭介（テニスコート）[10]
- 武将3 - 斉藤慎二（ジャングルポケット）[10]
- 辻先生 - 宮下雄也[14]
- 教頭 - 小松利昌
- 田中真雄 - 森崎ウィン[15]（幼少期：森島律斗）
- 山門由希 - 浅香航大[5]

### ゲスト
- 堤晃平（文化祭実行委員） - さなり（#5）[16]
- 中島貴臣（文化祭実行委員長） - 七瀬公（#5）
- 古谷雪（文化祭実行副委員長） - 工藤遥（#5）[17]

### スタッフ
- 原作 - 島順太『村井の恋』（ジーンLINEコミックス／KADOKAWA刊）
- 脚本 - 喜安浩平
- 演出 - 井村太一（TBSスパークル）、松木彩、山本大輔
- オープニングテーマ - FINLANDS「ピース」[10]
- エンディングテーマ - リアクション ザ ブッタ「虹を呼ぶ」[10]
- 選曲 - 遠藤浩二
- プロデューサー - 松本桂子（TBSスパークル）、松下ひろみ（TBSスパークル）
- 配信プロデューサー - 高橋智大、近藤貴明
- 製作 - 「村井の恋」製作委員会

### 放送日程
| 各話 | 放送日  | サブタイトル           | 演出     |
| ---- | ------- | ---------------------- | -------- |
| #1   | 4月06日 | 生徒が推しに大☆変☆身   | 井村太一 |
| #2   | 4月13日 | ラブストーリーは必然に | 井村太一 |
| #3   | 4月20日 | 恋のハッピーサマー     | 松木彩   |
| #4   | 4月27日 | 君のほっぺたをたべたい | 松木彩   |
| #5   | 5月04日 | 波乱の文化祭☆開幕      | 山本大輔 |
| #6   | 5月11日 | 恋のディスタンス       | 松木彩   |
| #7   | 5月18日 | 真冬のガチキャンプ     | 井村太一 |
| #8   | 5月25日 | 運命の恋               | 井村太一 |

### 放送局
| 放送期間                | 放送時間                     | 放送局      | 対象地域   | 備考   |
| ----------------------- | ---------------------------- | ----------- | ---------- | ------ |
| 2022年4月6日 - 5月25日  | 水曜 0:58 - 1:28（火曜深夜） | TBSテレビ   | 関東広域圏 | 製作局 |
| 2022年4月20日 - 6月8日  | 水曜 1:00 - 1:30（火曜深夜） | 熊本放送    | 熊本県     |        |
| 2022年7月5日 - 8月23日  | 火曜 1:25 - 1:55（月曜深夜） | RKB毎日放送 | 福岡県     |        |
| 2022年7月27日 - 9月21日 | 水曜 9:55 - 10:25            | CBCテレビ   | 中京広域圏 |        |
| 2022年8月5日 - 9月22日  | 金曜 1:28 - 1:58（木曜深夜） | 北海道放送  | 北海道     |        |

## テレビアニメ
2024年10月から同年12月22日にかけてTOKYO MX、BS日テレ、びわ湖放送、AT-Xにて放送、全12話。Disney+にて独占配信予定。

### キャスト（テレビアニメ）
- 村井 - 高梨謙吾[21]
- 田中彩乃 - 日笠陽子[21]
- 春夏秋冬 - 島﨑信長[21]
- 桐山 - 天﨑滉平[21]
- 平井 - 石谷春貴[21]
- 山門 - 松風雅也[21]
- 西藤悠加 - 後藤沙緒里
- 西藤仁美 - 佐々木未来
- 福永弥生 - 広瀬ゆうき
- ナレーション - 大塚芳忠[21]

### スタッフ（テレビアニメ）
- 原作 - 島順太[20]
- 監督 - 山川吉樹[20]
- シリーズ構成・脚本 - 山川進[20]
- 演出 - 北芳恵（#1-#12）、山川吉樹（#12）
- 絵コンテ - 山川吉樹（#1-#6・#8-#12）、大畑清隆（#7）
- 美術監督 - 吉井駿
- 撮影監督 - 黒澤豊
- 編集 - 山岸歩奈実
- オープニングテーマ - 莉犬(すとぷり)「へんしん!」
- エンディングテーマ - ヤバイTシャツ屋さん「すこ。」（ユニバーサルミュージック）[21]
- 音響監督 - 明田川仁[20]
- 音楽 - 川田瑠夏[20]
- チーフプロデューサー - 鍋岩晶子
- プロデューサー - 菊池瑠梨子
- アニメーションプロデューサー - 松尾洸甫
- アニメーション制作 - J.C.STAFF[20]
- 製作 - アニメ村井の恋製作委員会